# Samantha Munro

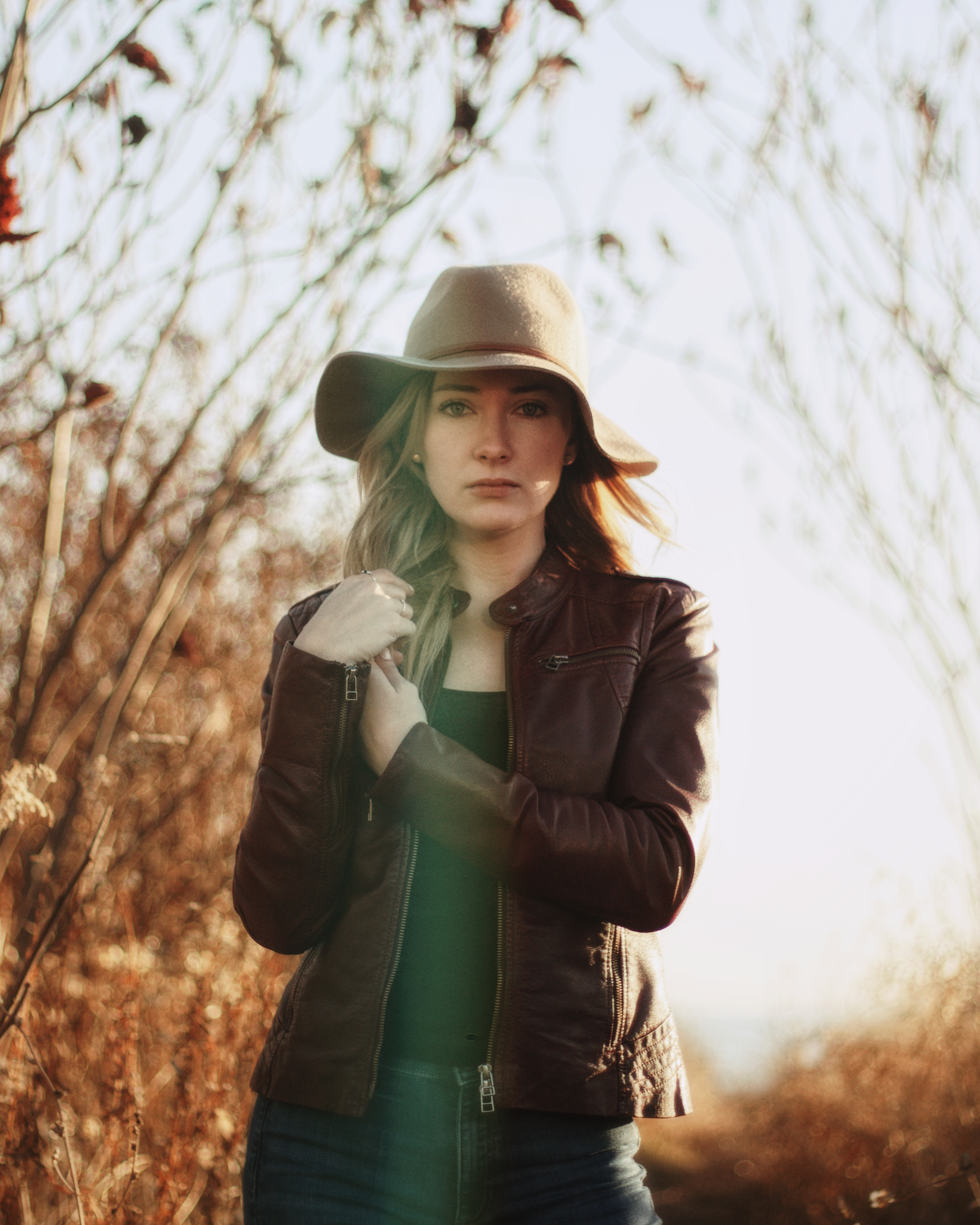
Samantha Munro (2017)

Samantha Munro (* 19. Oktober 1990 in Oshawa, Ontario) ist eine kanadische Filmschauspielerin.

## Leben
Samantha Munro war bereits als Kind in der Jugendgruppe des Oshawa Little Theatre aktiv und ist als Schauspielerin in kanadischen Film- und TV-Produktionen seit 2006 tätig. Bekannt wurde sie mit der Rolle der Schülerin Anya MacPherson in der Serie Degrassi: The Next Generation. 2015 und 2016 spielte sie Stacey in der Serie Between.

## Filmografie (Auswahl)
- 2006: Falcon Beach (Fernsehserie, 3 Folgen)
- 2006–2011: Degrassi: The Next Generation (Fernsehserie, 81 Folgen)
- 2010: Trigger
- 2011: The Bend
- 2012: Secrets of Eden (Fernsehfilm)
- 2015: The Unauthorized Beverly Hills, 90210 Story
- 2015: Brooklyn – Eine Liebe zwischen zwei Welten (Brooklyn)
- 2015–2016: Between (Fernsehserie, 9 Folgen)
- 2018: Her Stolen Past
- 2019: Good Witch (Fernsehserie, 1 Folge)